# 3287 Olmstead
3287 Olmstead eller 1981 DK1 är en asteroid i huvudbältet som korsar Mars omloppsbana. Den upptäcktes 28 februari 1981 av den amerikanska astronomen Schelte J. Bus vid Siding Spring-observatoriet. Den är uppkallad efter den amerikanske astronomen C. Michelle Olmstead.
Asteroiden har en diameter på ungefär 5 kilometer.